# Rajd terenowy

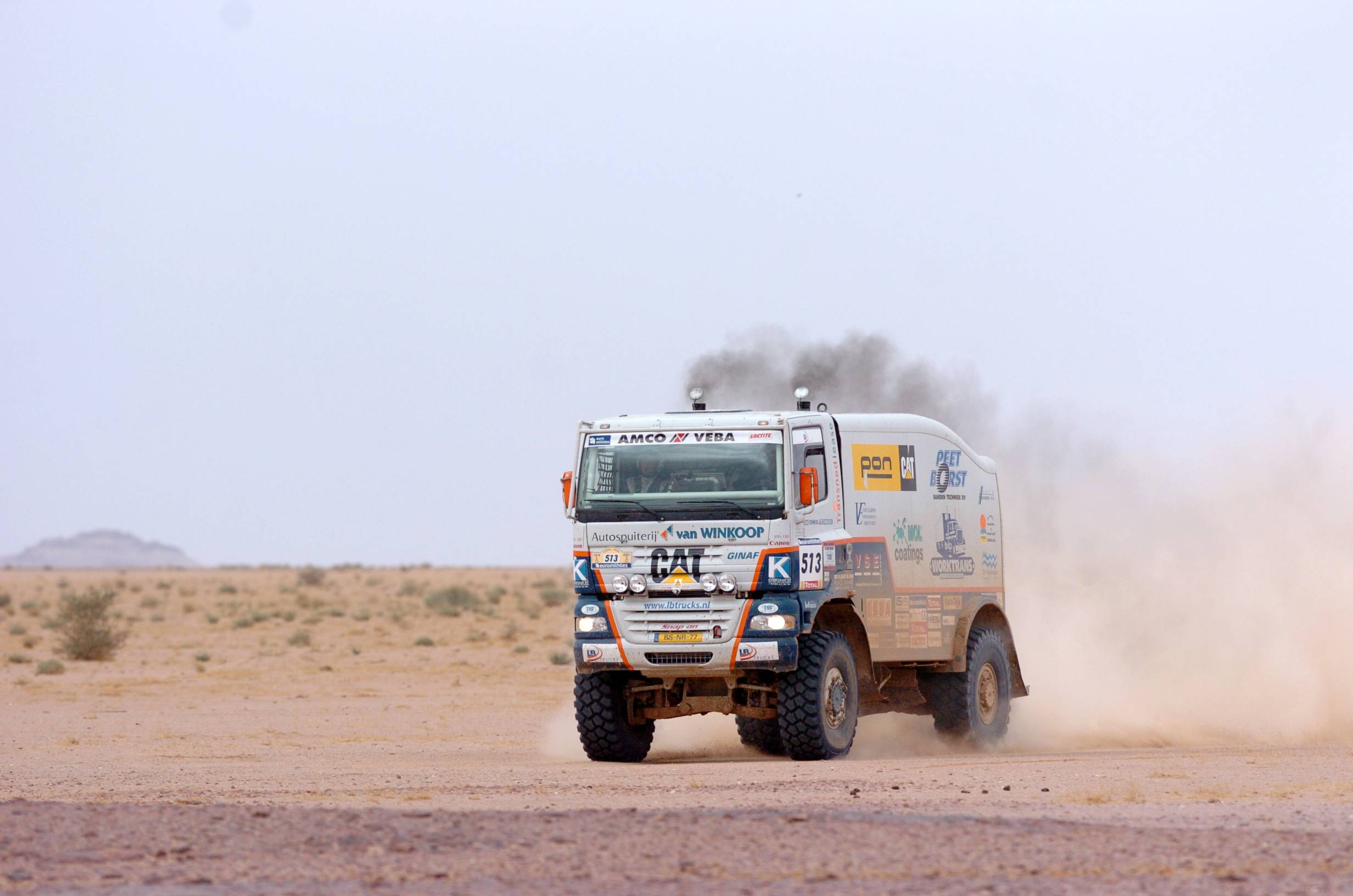
Rajd Dakar 2007

Rajd terenowy (ang. Rally Raid) – rozróżnia się 3 rodzaje rajdów terenowych w zależności od długości trwania rajdu i długości trasy:
- rajd baja – impreza przeprowadzana na trasie o całkowitej długości do 1000 km w ciągu dwóch dni lub 600 km w ciągu jednego dnia. W latach 2005–2010 z Pucharu Świata w rajdach terenowych wyodrębnił się International Cup for Cross-Country Bajas (Międzynarodowy Puchar w rajdach baja).
- rajd terenowy - impreza przeprowadzona na trasie o całkowitej długości od 1200 km do 3000 km. Odbywa się World Cup for Cross-Country Rallies (Puchar Świata w rajdach terenowych) w kalendarzu którego są rajdy terenowe i rajdy baja (z wyjątkiem lat 2005-2010).
- rajd maraton – impreza przeprowadzana na trasie o całkowitej długości większej niż 5000 km i która nie może trwać dłużej niż 21 dni. Najbardziej znane rajdy maratony to Rajd Dakar i Africa Eco Race.

W rajdach terenowych biorą udział pojazdy podzielone na następujące kategorie:
Kategoria I - samochody produkowane seryjnie:
- Grupa T2 – samochody terenowe seryjne

Kategoria II - samochody wyczynowe:
- Grupa T1 – samochody terenowe zmodyfikowane (w tym samochody prototypy typu buggy)
- Grupa T3 - samochody terenowe udoskonalone

Kategoria III - Ciężarówki:
- Grupa T4 – ciężarówki terenowe

- motocykle (grupa I)
- motocykle (grupa II)
- quady

W rajdowych samochodach terenowych dozwolone jest stosowanie opon z musem.
Rajd terenowy odbywa się najczęściej po bezdrożach w ciężkim terenie gdzie samochody rajdowe muszą pokonywać pustynne wydmy, fesh fesh, camel grass itp. Etap składa się z odcinka dojazdowego i odcinka specjalnego na którym umieszczone są kontrolne punkty drogowe tzw. waypointy.
Samochód rajdowy posiada kilka obowiązkowych systemów bezpieczeństwa. Na dachu każdego z aut są 3 anteny. Dwie do systemów GPS (GPS Unik i Iritrack) i jedna do awaryjnej łączności satelitarnej (Iritrack). Do tego dochodzą systemy powiadamiania o wyprzedzaniu i awarii (Sentinel) oraz system powiadamiania o ograniczaniu prędkości (Speedox).
Roadbook to taka książka drogowa, na której kilometr po kilometrze opisana jest cała trasa ze szczególnym uwzględnieniem niebezpiecznych punktów. Nawigacja odbywa się za pomocą książki drogowej (roadbook), dopiero będąc w odległości 800 metrów od way-pointu można korzystać z GPS.
Iritrack to system łączności z organizatorem rajdu. Dzięki niemu wszystkie służby znają położenie zawodnika. W przypadku mocnego wstrząsu lub uderzenia sam wysyła sygnał ostrzegawczy i aktualne dane GPS do bazy. Załogi ratownicze kontaktują się wówczas z ekipą, by ocenić stopień niebezpieczeństwa.
Sentinel to system, który ostrzega przed zbliżającymi się innymi pojazdami na trasie. Każdy zawodnik dojeżdżający do innego zawodnika ma obowiązek go użyć. Po naciśnięciu guzika włącza się sygnał dźwiękowy i świetlny u wszystkich kierowców i motocyklistów w promieniu 150 metrów.
W Polsce odbywają się RMPST (Rajdowe Mistrzostwa Polski Samochodów Terenowych). Obecnie dwie rundy RMPST rozgrywane są w Polsce:
- Rajd Baja Poland z bazą w Szczecinie jest również eliminacją Pucharu Świata w rajdach terenowych World Cup for Cross-Country Rallies
- Rajd Baja Carpathia z bazą w Stalowej Woli jest również rundą Pucharu Europy Strefy Centralnej (CEZ) w rajdach terenowych